# Číhalín
Číhalín (in tedesco Tschichalin) è un comune della Repubblica Ceca facente parte del distretto di Třebíč, nella regione di Vysočina.